# 聖胡安河 (哥倫比亞)
聖胡安河是哥倫比亞的河流，位於該國西北部喬科省，河道全長約380公里，集水區面積2,100平方公里，河口面積接近300平方公里，發源自安第斯山脈，最終注入太平洋。

## 外部連結
- （英文） San Juan River delta （页面存档备份，存于） on coastal.er.usgs.gov